# Marek Fis

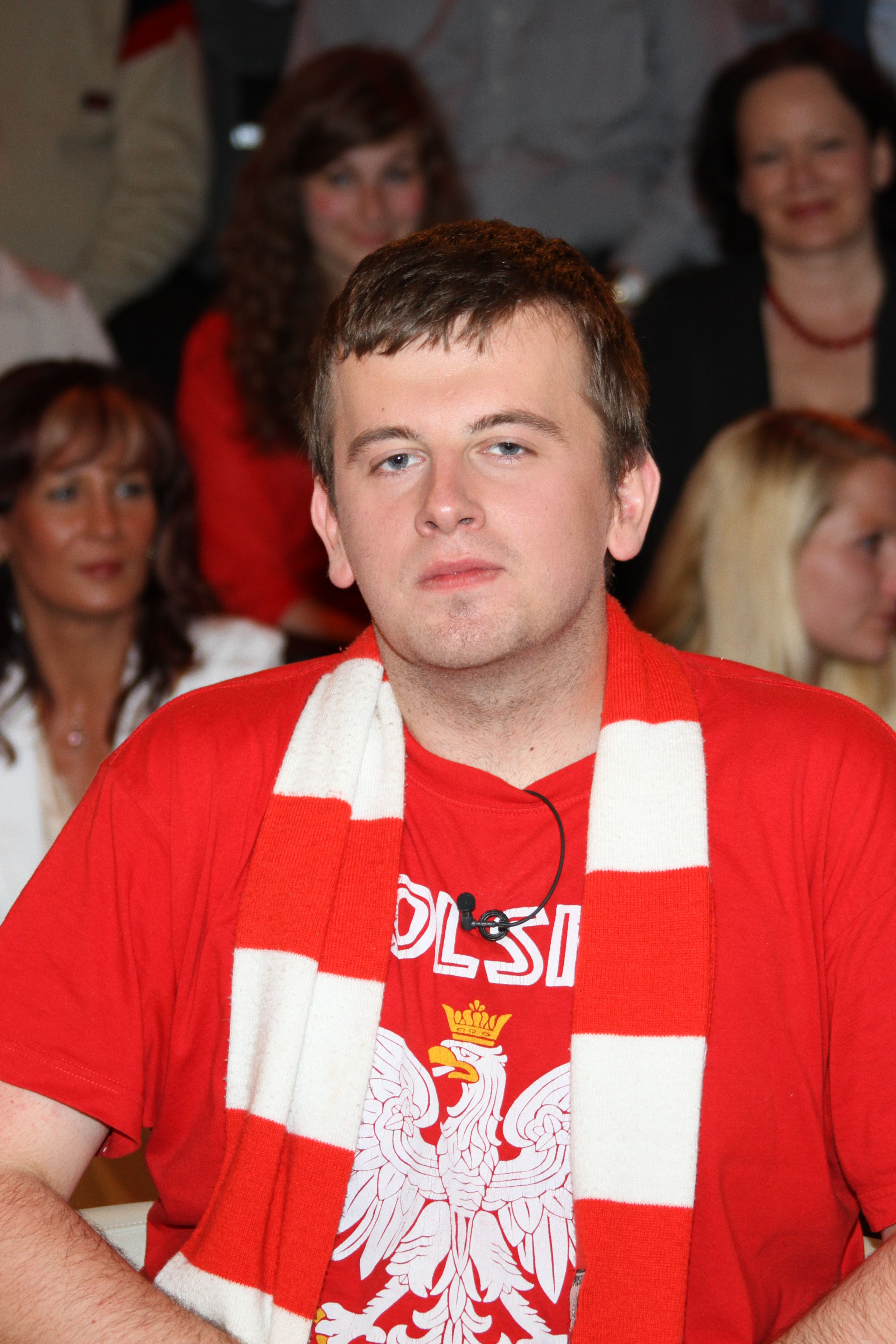
Marek Fis im Studio Fernsehmacher, Sendung Markus Lanz (2012)

Marek Fis (* 15. Februar 1984 in Słupsk, Polen; bürgerlich Wojciech Oleszczak) ist ein im deutschsprachigen Raum tätiger polnischer Comedian.

## Leben und Karriere
Marek Fis kam im Alter von fünf Jahren mit seiner verwitweten Mutter und einem Bruder nach Deutschland. Er wuchs in Kleve und Berlin auf, 2003 machte er am Berliner Sophie-Charlotte-Gymnasium Abitur. 
Seine Anfänge auf der Bühne hatte Fis 2006, als er im Talentwettbewerb des Quatsch Comedy Clubs den zweiten Platz belegte. Es folgten TV-Auftritte im rbb Fernsehen und bei TV total, Nightwash, der Oliver Pocher Show, Cindy & Die Jungen Wilden (RTL), WDR Fun(k)haus, Müller and Friends im SWR, und bei der RTL-II-Comedysendung Fun Club – Comedystars live. In der vierzehnten Staffel des Quatsch Comedy Clubs auf ProSieben war er neben Ingo Oschmann und Matze Knop zu Gast bei Thomas Hermanns.
In Polen berichtete die Nachrichtensendung Wiadomości auf Telewizja Polska über seine Arbeit. Es folgten Einladungen zu Shows bei TVP Info und Dzień Dobry TVN.
Er ist regelmäßig im Quatsch Comedy Club Mix und bei Nightwash zu sehen. 2008 ging er mit den Comedians von Nightwash unter Leitung von Klaus-Jürgen Deuser auf Tour. Im September 2009 nahm er an der Kabarett- und Comedy-Veranstaltung Das große Kleinkunstfestival der Wühlmäuse teil. Im Oktober 2010 erschien ein von ihm geführtes Interview mit Gregor Gysi im Berliner Kurier.
In der zweiten Staffel des RTL2 Fun Club ist er als festes Ensemblemitglied dabei, wo er unter anderem in der Rubrik Wer ist der bessere Deutsche? zusammen mit dem Comedian Abdelkarim zu sehen ist. In eigenen Einspielfilmen parodiert er bekannte deutsche TV-Formate wie Die Super Nanny, Bauer sucht Frau, Germany’s Next Topmodel, Raus aus den Schulden oder Deutschland sucht den Superstar.
Im Januar 2011 war er zu Gast bei der internationalen Kabarett- und Comedy-Show Baustelle Deutschland, die im WDR von Jürgen Becker moderiert wurde. Im Mai 2011 lud ihn der französische Kabarettist Emmanuel Peterfalvi in seine Sendung ALFONS und Gäste ein, die im SWR-Fernsehen und im Januar 2012 in der ARD ausgestrahlt wurde. Er war im August 2011 bei der von Sonya Kraus präsentierten und auf ProSieben gezeigten Show Die große Comedy Party zu sehen. Er war auch des Öfteren bei der von EinsPlus produzierten Sendung StandUpMigranten zu sehen, wo Comedians mit Migrationshintergrund auftreten.
Zur Fußball-Europameisterschaft 2012 veröffentlichte er einen eigenen Song mit dem Titel Fußball Polka. Im November 2013 war er neben Bülent Ceylan zu Gast bei der von Kaya Yanar präsentierten Sendung Typisch Deutsch?!, die auf RTL ausgestrahlt wurde. Er war im Januar 2014 im Lied Ostblockerkämpferherz des polnischen Rappers Toony als Feature zu hören.
Im August 2014 nahm er an der SAT1 Unterhaltungsshow Jetzt wird’s schräg teil. Im September 2014 war er in der WDR-Fernsehsendung Nightwash zu sehen. Im Dezember 2014 wurde eine Aufzeichnung seines Programmes „Baustelle Europa - Ein Pole packt ein/aus“ in der Tele-5-Fernsehreihe On Stage gezeigt.
Er ist seit der dritten Staffel der auf Sport1 ausgestrahlten Sendung Das T steht für Coach Co-Trainer und Assistent von Hans Sarpei.
Im März 2016 war er mit einem Comedy-Battle in der Sendung Studio Amani zu Gast.
Typische Markenzeichen sind sein polnischer Akzent, eine graue Jogginghose und ein rotes T-Shirt mit dem Aufdruck Polska und dem Wappen der Republik Polen mit goldgekröntem weißen Adler. Mittlerweile wurde der goldgekrönte weiße Adler durch den Schriftzug „Ostblocklatino“ ersetzt.
Im September 2016 gab Fis bekannt, dass er schwer depressiv und alkoholkrank sei. Aus diesem Grund brach er seine Tournee Unter Arrest ab und ließ sich in eine Klinik einweisen.
Am 14. Dezember 2016 ließ er sich von Steffen Hallaschka für stern TV interviewen. Dort bestätigt er den Auszug aus der Klinik, fordert dem Thema Suchterkrankungen mehr öffentliche Beachtung zu schenken und vermehrt darauf aufmerksam zu machen.
Im Film Kaiserschmarrndrama (2021) spielte er den polnischen Bauarbeiter Irek. Im nachfolgenden 8. Teil der Eberhoferkrimis, Guglhupfgeschwader (2022), verkörperte er einen Pfarrer.
Seit November 2023 veröffentlicht er wöchentlich einen gemeinsamen Podcast mit Steffen Möller, der den Titel Marek und Steffek – Zwischen den Polen trägt. Am 14. April 2024 wurde die erste Staffel mit 25 Folgen beendet.
Er lebt in Berlin und in Krakau.

## Filmographie (Auswahl)
- 2010: TV Total
- 2011: Alfons und Gäste
- 2011: Nightwash
- 2012: SWR3 Latenight
- 2012: Markus Lanz
- 2014: Comedy mit Karsten
- 2021: Kaiserschmarrndrama (Kinofilm)
- 2022: Guglhupfgeschwader (Kinofilm)

## Soloprogramme
- 2011: OSTBLOCKLATINO – Ein Pole legal in Deutschland
- 2013: BAUSTELLE EUROPA – Ein Pole packt ein/aus
- 2016: Unter Arrest

## Bücher
- 2015: Das Billigste an Deutschland bin ich : Ein Pole legal im Westen, Rowohlt Taschenbuch, Reinbek, ISBN 978-3-499-62905-1

## Soziales Engagement
Die von ihm gegründete und moderierte Show First Comedy Aid fand von Dezember 2008 bis April 2010 monatlich in Berlin statt. Dort traten Comedians aus ganz Deutschland für den guten Zweck auf. Ein Teil der Einnahmen wurde immer an eine karitative Einrichtung gespendet. Am 14. November 2010 trat er in der von Kurt Krömer moderierten Benefizgala Pimp my Ghetto zu Gunsten des Körnerkiez in Berlin-Neukölln auf. Er engagierte sich für die Parada Równości (Gleichheitsparade), die zu Toleranz und Gleichberechtigung gegenüber Schwulen und Lesben aufruft.